# Брехт
 Тази статия е за селището в Белгия.  За немския писател вижте Бертолт Брехт.  
Брехт (на нидерландски: Brecht; на френски: Brecht) е селище в Северна Белгия, провинция Антверпен. Населението му е около 26 500 души (2006).